# HMS Erebus (1826)
HMS Erebus — бомбардирський корабель типу «Гекла» проєкту сера Генрі Піка, водотоннажністю 715 тонн, озброєний двома мортирами 330-мм і 250-мм, а також десятьма гарматами. Побудований для Королівського флоту на корабельні Пемброк (Уельс) 1826 року. Корабель названо на честь персонажа давньогрецької міфології Ереба та призначено для служби на Середземному морі. Після двох років служби на Середземному морі переоснащено для служби в Антарктиці.
Брав участь у успішній експедиції Росса в Антарктику в 1839—1843 роках та трагічній експедиції Франкліна з пошуку Північно-Західного проходу, в ході якої його покинула команда. Останки затонулого судна, після довгих пошуків, виявлено у вересні 2014.

Профільне креслення суден типу «Гекла».

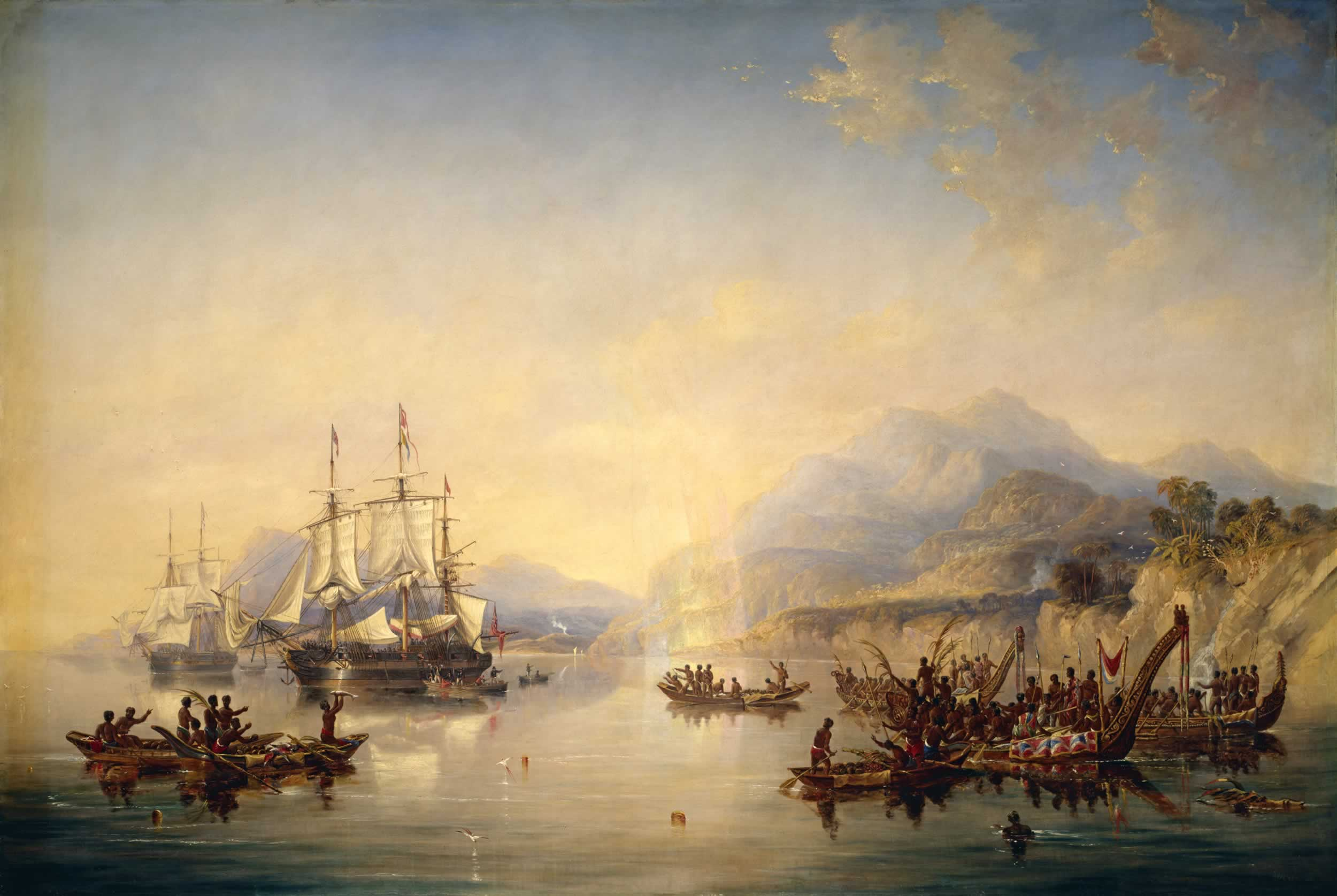
«Еребус» і «Терор» у Новій Зеландії у серпні 1841 року. Художник Джон Кармайкл, 1847

## Служба в Антарктиці
21 листопада 1840 року корабель під командою Джеймса Росса вийшов із Тасманії і попрямував до Антарктики в компанії з «Терором». У січні 1841 року команди обох кораблів здійснили висадку на Землі Вікторії і розпочали найменування об'єктів місцевості на честь знаменитих британців. Вулкан Еребус на острові Росса названо на честь одного корабля, а вулкан Терор — на честь іншого.
Потім моряки виявили льодовий шельф Росса, за який їм не вдалося проникнути і повернули на схід, а після завершення сезону повернулися до Тасманії. У наступному сезоні 1842 року Росс продовжив обстеження так званого «великого крижаного бар'єру», прямуючи вздовж нього на схід. Потім кораблі вирушили на Фолклендські острови. У сезон 1842—1843 років кораблі знову повернулися до Антарктики. Команди вивчали магнетизм, збирали дані з океанографії, зразки флори та ловили птахів для орнітологічних досліджень. Зразки рослин описано в праці Ботаніка антарктичної подорожі дослідницьких кораблів Еребус і Терор у 1839—1843 роках під командуванням капітана сера Джеймса Кларка Росса (англ. The Botany of the Antarctic Voyage of H.M. Discovery Ships Erebus and Terror in the years 1839—1843, under the Command of Captain Sir James Clark Ross).
Зібраних експедицією птахів описали та проілюстрували в праці Зоологія подорожі Еребуса та Терора. Птахи Нової Зеландії (англ. The Zoology of Voyage of HMS Erebus & HMS Terror. Birds of New Zealand) 1875 року Джордж Роберт Грей і Річард Боулдер Шарп. У експедиції брав участь 23-річний Джозеф Гукер, який згодом став славетним ботаніком. На кораблі він був помічником хірурга Роберта Маккорміка.

## Служба в Арктиці
Після експедиції Росса кораблі «Еребус» і «Терор» обрано для експедиції сера Джона Франкліна. Експедиція отримала наказ зібрати дані про магнетизм у північній Канаді та пройти Північно-Західним проходом. Прохід був нанесений на карти, як із заходу, так і зі сходу, проте його ще так ніхто й не проходив.
Обидва кораблі були оснащені паровими машинами з паровозів. Двигун, установлений на «Еребусі», розвивав потужність 25 кінських сил (19 кВт), корабель міг розвивати швидкість 4 вузли (7,4 км/год) під парою. Було завантажено 12-денний запас вугілля. Також від котла діяло опалення житлової палуби. Корпуси кораблів було посилено металоконструкціями. Сер Джон Франклін розмістився на «Еребусі», корабель став флагманом експедиції.
Востаннє кораблі бачили в серпні 1845 року в морі Баффіна. Після зникнення експедиції здійснено масові пошуки в Арктиці. Першим прояснив обставини загибелі експедиції лікар компанії Гудзонової затоки Джон Рей, який 1853 року опитав ескімосів і знайшов у них деякі речі з кораблів Франкліна. Пізніші експедиції (після 1866 року) підтвердили його висновки.
Екіпажі залишили обидва кораблі, затерті льодами. Усі 130 людей, намагаючись пробитися на південь, загинули з різних причин — переохолодження, цинги та голоду. У ході подальших експедицій до кінця 1980-х років проводилися розтини останків членів екіпажу, які дозволили зробити висновки, що неякісно виготовлені консерви призвели до отруєння свинцем та/або захворювання на ботулізм. Судячи з розповідей ескімосів, деякі члени екіпажу вдалися до людоїдства, доказом чого є пошкодження на кістках членів екіпажу, знайдених на острові Кінг-Вільям у XX столітті.

## Пошуки кораблів
У квітні 1851 року команда британського судна Renovation помітила два невідомих кораблі, що вмерзли в айсберг біля узбережжя Ньюфаундленду. Вважалося, що це «Еребус» і «Терор», але нині визначено, що цього не може бути і, найімовірніше, це були китобійні судна, кинуті своїми екіпажами.
15 серпня 2008 року установа канадського уряду «Парки Канади» оголосила про виділення 75 тис. канадських доларів на шеститижневу експедицію криголама CCGS Sir Wilfrid Laurier з пошуку кораблів. Додатковою метою експедиції була підтримка канадських територіальних претензій на частину Арктики.
2 вересня 2014 року команда установи «Парки Канади» під керівництвом Райана Гарріса та Марка-Анрі Берньє виявили останки одного з кораблів експедиції Франкліна. Їх знову знайшли завдяки оповідям ескімосів. 1 жовтня 2014 року оголошено, що це останки «Еребуса» .
Прем'єр-міністр Канади Стівен Гарпер особисто оголосив про знахідку.
«Це справді історичний момент для Канади», — заявив Стівен Гарпер у четвер (4 вересня 2014 року). — «Кораблі Франкліна — важлива частина канадської історії. Ця експедиція, здійснена майже 200 років тому, заклала основи суверенітету над канадською Арктикою.». Оригінальний текст (англ.)
“This is truly a historic moment for Canada,” Prime Minister Stephen Harper said in a statement Tuesday. “Franklin’s ships are an important part of Canadian history given that his expeditions, which took place nearly 200 years ago, laid the foundations of Canada’s Arctic sovereignty.” — Стівен Гарпер ("The Star", 09.09.2014) 
Газета New York Times прямо вказує, що Гарпер наголошує на суверенітеті Канади над Північно-Західним проходом.
6 листопада 2014 року оголошено про підняття суднового дзвона.
4 березня 2015 року оголошено про початок підводного обстеження «Еребуса», яке мали провести водолази «Парків Канади» та канадського королівського флоту.
12 вересня 2016 року оголошено про знахідку корпуса «Террора» на дні однойменної затоки біля південно-західного узбережжя острова Кінг-Вільям.
Останки кораблів внесено до Національного списку історичних місць Канади, без точної вказівки їхнього розташування.

## У культурі
- Капітан Немо, герой роману Жюля Верна «Двадцять тисяч льє під водою» (1870), на нараді[15] у зв'язку з труднощами досягнення Південного полюса згадує про кораблі «Еребус» і «Терор», які брали участь у експедиції Росса.
- Скотт Кукман представив доповідь Відблиск льоду: трагічна доля втраченої полярної експедиції сера Джона Франкліна (англ. Ice Blink: The Tragic Fate of Sir John Franklin's Lost Polar Expedition; 2001), де за датами вказано фактичні події експедиції та наукові уявлення про них, автор намагається пролити світло на таємницю півторастолітньої давності.
- Кораблі «Еребус» та «Терор» згадано в романі Джозефа Конрада «Серце пітьми».
- У романі Дена Сіммонса «Терор» (2007) реальну історію експедиції переплетено з фантастичною історією.
- У романі Клайва Касслера Арктичний дрейф (англ. Arctic Drift; 2008) герої намагаються знайти загублений в арктичних просторах корабель експедиції, щоб розгадати таємницю.
- Кораблі «Еребус» і «Терор» з'являються в серії Терор Арктики (англ. Terror of the Arctic) серіалу «Доктор Хто».
- У телесеріалі «Терор» розповідається історія пошуку Північно-Західного проходу за участю кораблів «Еребус» та «Терор».